# Matej Sabanov
Matej Sabanov (Subotica, 25 juni 1992) is een Servisch tennisser die eerst uitkwam voor Kroatië. Hij speelt samen met zijn tweelingbroer Ivan.

## Carrière
Sabanov kwam tot en met 2021 uit voor Kroatië samen met zijn broer speelt hij bijna enkel in het dubbelspel. In 2021 won hij samen met zijn broer de ATP Belgrado waarin ze Gonzalo Escobar en Ariel Behar. Ze namen ook deel aan Wimbledon waar ze de eerste ronde niet overleefden. In 2022 bereikten ze opnieuw de finale in een ATP-toernooi maar verloren ditmaal van Max Purcell en Matthew Ebden. In 2022 namen ze ook deel aan de Australian Open waar ze ook verloren in de eerste ronde.

## Palmares
| Legenda               |
| --------------------- |
| Grand Slam            |
| Olympische Spelen     |
| ATP Finals            |
| ATP Tour Masters 1000 |
| ATP Tour 500          |
| ATP Tour 250          |

### Dubbelspel
| Nr.                              | Datum             | Toernooi      | Ondergrond | Partner      | Tegenstander in finale                | Score             | Details |
| -------------------------------- | ----------------- | ------------- | ---------- | ------------ | ------------------------------------- | ----------------- | ------- |
| gewonnen finales herendubbelspel |                   |               |            |              |                                       |                   |         |
| 1.                               | 25 april 2021     | ATP Belgrado  | Gravel     | Ivan Sabanov | Ariel Behar Gonzalo Escobar           | 6-3, 7-6          | details |
| verloren finales herendubbelspel |                   |               |            |              |                                       |                   |         |
| 1.                               | 10 april 2022     | ATP Houston   | Gravel     | Ivan Sabanov | Matthew Ebden Max Purcell             | 3-6, 3-6          | details |
| gewonnen challengers             |                   |               |            |              |                                       |                   |         |
| 1.                               | 21 juli 2019      | San Benedetto | Gravel     | Ivan Sabanov | Sergio Galdós Juan Pablo Varillas     | 6-4, 4-6, [10-5]  |         |
| 2.                               | 22 augustus 2021  | Lüdenscheid   | Gravel     | Ivan Sabanov | Denys Moltsjanov Oleksandr Nedovjesov | 6-4, 2-6, [12-10] |         |
| 3.                               | 25 september 2022 | Sibiu         | Gravel     | Ivan Sabanov | Alexander Erler Lucas Miedler         | 3-6, 7-5, [10-4]  |         |
| 4.                               | 5 maart 2023      | Waco          | Hardcourt  | Ivan Sabanov | Evan King Mitchell Krueger            | 6-1, 3-6, [10-4]  |         |

## Resultaten grote toernooien
| Legenda | Legenda                          |
| ------- | -------------------------------- |
| g.t.    | geen toernooi gehouden           |
| l.c.    | lagere categorie                 |
| –       | niet deelgenomen                 |
| G       | uitgeschakeld in de groepsfase   |
| 1R      | uitgeschakeld in de eerste ronde |
| 2R      | uitgeschakeld in de tweede ronde |
| 3R      | uitgeschakeld in de derde ronde  |
| 4R      | uitgeschakeld in de vierde ronde |
| KF      | uitgeschakeld in de kwartfinale  |
| HF      | uitgeschakeld in de halve finale |
| F       | de finale verloren               |
| W       | het toernooi gewonnen            |
| w-v     | winst/verlies-balans             |

### Dubbelspel
| toernooi            | 2021 | 2022 |
| ------------------- | ---- | ---- |
| Grandslamtoernooien |      |      |
| Australian Open     | –    | 1R   |
| Roland Garros       | –    | 1R   |
| Wimbledon           | 1R   | –    |
| US Open             | –    | –    |
| Statistieken        |      |      |
| titels per jaar     | 1    | 0    |
| eindejaarsranking   | 97   |      |